# Gerderhahn
Gerderhahn ist ein ländlicher Ortsteil der Stadt Erkelenz im Kreis Heinsberg in Nordrhein-Westfalen. Nördlich liegt der Weiler Moorheide. Bis 1972 gehörten beide Ortschaften zur Gemeinde Gerderath.

## Geographie
Gerderhahn liegt am nördlichen Rand der Erkelenzer Börde.

### Lage
Im Norden liegt der Weiler Moorheide. Jenseits dieses Weilers befindet sich das Siemens Bahntestgelände Prüfcenter Wegberg-Wildenrath. Im Osten liegen Genfeld und Genhof. Im Süden Golkrath, im Westen Gerderath und Fronderath.

### Siedlungsform
Das Straßendorf Gerderhahn erstreckt sich in nord-südlicher Richtung.

## Geschichte

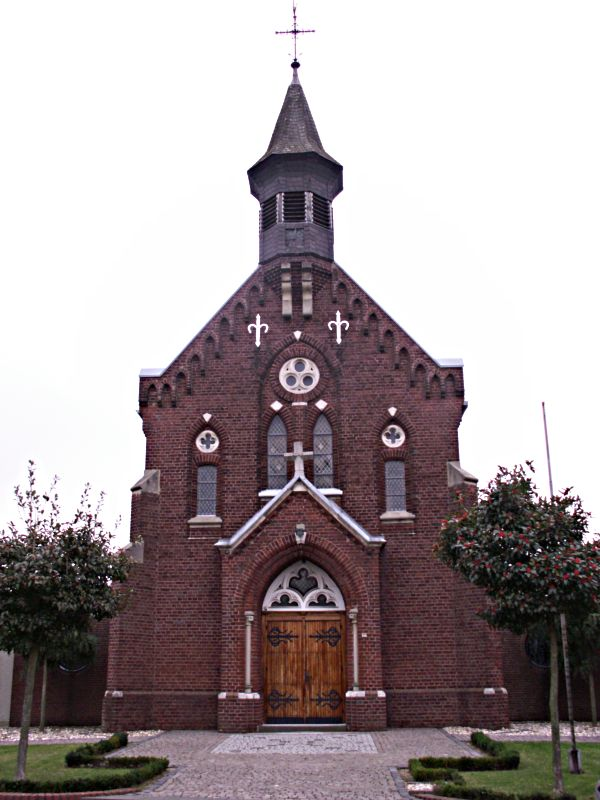
Kirche

1452 wird die Siedlung In ghin Hane, 1554 Ingen Hain, 1571 Gerderhaen und 1666 gerderatherhaen genannt.
Gerderhahn gehörte verwaltungsmäßig immer zu Gerderath.

### Ortsnamen
Das Wort -hahn ist auf -hagen (Gebüsch, Strauchwerk oder eingefriedeter Ort) zurückzuführen. Im Wort Gerderhahn steckt weiterhin das Wort Gerderath und bezeichnet hier eine Tochtersiedlung dieser Ortschaft.

### Religion
Die Bevölkerung ist überwiegend katholisch und gehörte jahrhundertelang zur Pfarre Gerderath. Erst 1901 wurde in Gerderhahn die Kirche Heilige Dreifaltigkeit erbaut. 1928 wurde der Ort zur Pfarre erhoben, 1930 ein Friedhof angelegt.

## Sehenswürdigkeiten
- Bauernhof von 1772

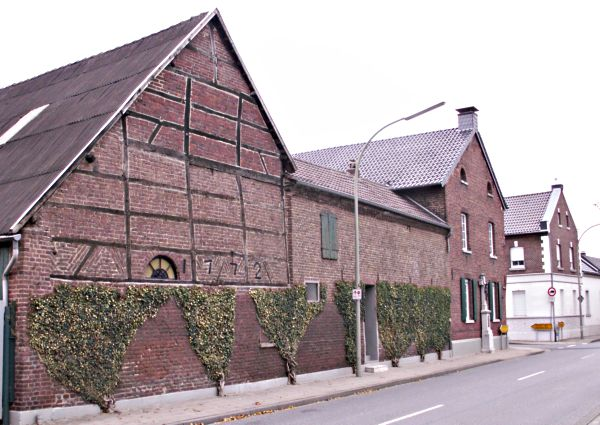
Bauernhof von 1772

- Ehrenmal in Form einer halbkreisförmigen Anlage
- Neugotische Filialkirche zur Hl. Dreifaltigkeit

## Verkehr
Die AVV-Buslinie 405 der WestVerkehr verbindet Gerderhahn wochentags mit Erkelenz und Wassenberg.
Zudem verkehrt der Multi-Bus seit dem 9. Juni 2024 kreisweit erweitert und zu einheitlichen Bedienzeiten. Mehr Informationen gibt es bei WestVerkehr.
| Linie | Verlauf |
| ----- | --- |
| 405   | Erkelenz Bf – (Erkelenz ZOB –) (Grambusch – Schwanenberg – Gerderhahn –) Gerderath – Myhl – Wassenberg – Birgelen – Schloss Elsum – Effeld – Steinkirchen – Ophoven – Kempen – Karken – Heinsberg Busbf (– Heinsberg Agentur für Arbeit) |

## Moorheide
Der Weiler Moorheide (51° 6′ 41″ N, 6° 14′ 9″ O) hat 18 Einwohner (Stand 1. September 2014).

### Geografie
Im Norden liegen sandige Böden vor. Jahrhundertelang wurde deren Landschaft von Wäldern und Heidevorkommen beherrscht.

### Ortsname
Der Ortsname besteht aus den zusammengesetzten Wörtern Heide und Moor.

### Geschichte
Moorheide gehörte verwaltungsmäßig immer zu Gerderath.

### Sehenswürdigkeiten
- Wegekreuz von 1902